# Борсюк Анатолій Давидович
Анато́лій Дави́дович Борсю́к (нар. 2 червня 1946, Київ) — український журналіст, режисер-документаліст, телеведучий. Лауреат Шевченківської премії (1987). Заслужений діяч мистецтв України (2004).

## Біографія
Народився у Києві. Після школи закінчив Топографічний технікум, працював геодезистом. В 1974 році закінчив кінофакультет Київського театрального інституту ім. Карпенка-Карого (майстерня Родіона Єфименка і Вадима Чубасова, 1969—1974) за спеціальністю «Режисура кіно та телебачення».
У 1974—1989 роках Анатолій Борсюк працював режисером вищої категорії на кіностудії «Київнаукфільм». У 1989—1993 роках був художнім керівником і головою худради кіновідеостудії «Четвер». У 1993—1998 роках — художній керівник курсу кінорежисерів Київського інституту театрального мистецтва.
З серпня 1996 — автор і ведучий програм телеканалу «1+1»: «Кіноностальгія», «Нічна розмова з жінкою», «Монологи», «Перший мільйон», «Подвійний доказ», «Чорним по білому», «Смачна країна». В 1999 році здобув нагороду національного телевізійного конкурсу «Золота Ера» за передачу «Монологи».
У 2003 році був ведучим програми «Перший мільйон» на телеканалі 1+1.
Брав участь у проєкті «Форт Буаяр» і в першому сезоні телешоу «Танці з зірками».
Бере участь у соціальних і благодійних проєктах.

### Сім'я
Дружина — Олена Васильєва, історик. Дочки — Юлія (1985) та Євгенія (1988).

## Фільмографія
Зняв вісім повнометражних науково-популярних і документальних фільмів, понад 20 короткометражних картин і рекламних роликів, зокрема:
- Козловський (1978) — приз за найкращий фільм-портрет на Х Кінофестивалі «Молодість»
- Метаморфози (1979) — почесний диплом 17-го міжнародного фестивалю короткометражних фільмів у Кракові (1980)
- Коріння трави (1981)
- Подряпина на льоду (1982) — головний приз 15-го Всесоюзного кінофестивалю в Ленінграді (1983)
- Зірка Вавілова (1984) — головний приз 16-го Всесоюзного кінофестивалю в Мінську (1985)
- Разом з Макаренком (1987) — медаль і премія імені А. С. Макаренка
- Окшулаг (1991) — почесний диплом 1-го Всеукраїнського кінофестивалю
- Померти в Росії (1992)
- Ніч совка (1993)
- Ніка, котра… (1995)
- Відвідання (1996)
- Будинок для двох (2009) — губернатор

озвучка
- 1990 — «С. М. Ейзенштейн: Уроки монтажу» — читає текст Сергія Михайловича Ейзенштейна [1].

## Нагороди
У 1987 році став лауреатом Національної премії України ім. Тараса Шевченка.
У 1999 році отримав нагороду телевізійного конкурсу України «Золота Ера» за програму «Монологи».
Переможець Загальнонаціональної програми «Людина року — 2004» в номінації «Журналіст року в галузі електронних ЗМІ».
У 2007 році — лауреат премії «Телетріумф» за програму «Чорним по білому».